# Свети новомученици дабробосански и милешевски
Свети новомученици Дабробосански и Милешевски су светитељи Српске православне цркве које она празнује и помиње у својим службама заједно са мученицима Гламочких и Куленвакуфских 11. јула (28. јуна по јулијанском календару). Празник је установљен је у мају 2005. године. Овога дана се од тада врши помен светих свештеномученика Дабробосанских, пострадалих за време Другог светског рата од стране усташа и партизана.
Међу страдалима на овом простору много је српских жена и деце, мушкараца и православних свештеника. Најпознатији од њих који се помињу именом су:
- Светеномученик Петар Зимоњић, Митрополит дабробосански. Он се помиње са свим другим свештеномученицима Дабробосанске епархије. Његов главни спомен је 4. септембра.
- Исповедник Варнава Настић, Епископ хвостански. Спомиње се са другим свештеномученицима митрополије Дабробосанске. Главни празник му је 30. октобра.
- Преподобномученици житомислићки. Осам монаха манастира Житомислић, међу којима јеромонаси Доситеј (Вукићевић), Константин (Вучуровић), Макарије (Пејак) бачено је од стране усташа у јаму у Другом светском рату.
- Свештеномученик Момчило Челебићки. Свештеномученик Момчило (Гргуревић) рођен је 1906. године у месту Србиње (Фоча). Завршио је Богословију у Сарајеву 1928. године, а рукоположен је у чин ђакона и презвитера 1929. године. Служио је као парохијски свештеник у Челебићима све до мученичке смрти 9. новембра 1945. године. Његову главу однели су као трофеј у зграду Општине у Челебићима. После 45 година син Василије пренео је очеве земне осатке и сахранио их поред цркве у Челебићима. Данас се мошти свештеномученика Момчила чувају у цркви светог Николе у засеоку Рјеци у Челебићима.
- Свештеномученик Добросав Доњевакуфски. Свештеномученик Добросав (Блажевић) рођен је 1916. године у Високом. Основно образовање стекао је у родном месту, док је Богословију завршио у Сарајеву. За ђакона и свештеника рукоположен је 1939. године у Сарајеву, одакле је упућен у Доњи Вакуф на парохију. У јуну 1941. године ухватиле су га усташе и окованог и везаног за запрежна кола водили су га улицама. Зверски је убијен на путу за Бугојно. Тело му није никада пронађено.
- Свештеномученик Михаило Ђусић, из манастира Жиче. Јеромонах Михаило (Ђусић) рођен је у селу Гледићу изнад Љубостиње, 1911. године. Завршио је Богословски факултет у Београду. Замонашен је 6. јануара 1934. године, а исте године примио је јерођаконски и јеромонашки чин. Партизани су га ухватили, заједно с протосинђелом Јованом Рапајићем, у мају 1945. године и стрељали у Блажују код Сарајева.
- Свештеномученик Јован, из манастира Жиче. Протосинђел Јован (Рапајић) рођен је 1910. године. Завршио је Богословију 1931. године, а затим је апсолвирао на Богословском факултету Српске православне цркве. У мају 1945. године партизани су га ухватили заједно с јеромонахом Михаилом Ђусићем. Били су у затвору ОЗНА-е, где су их партизани изгладњивали и мучили. Стрељан је у Блажују код Сарајева у мају 1945. године.
- Свештеномученик Јован Возућки. Свештеномученик Јован (Зечевић) рођен је 1895. године у Босанском Новом. Завршио је Богословију у Сарајеву, а тамо је био у групи Гаврила Принципа, због чега су га аустријске власти осудиле на четворогодишњу робију. Рукоположен је за ђакона и свештеника 1922. године. У јуну 1941. године одведен је с групом Срба у теретном вагону у Копривницу. Страшно је мучен и на крају убијен.
- Исповедник Божидар Биљешевски. Свештеномученик Божидар (Јовић) рођен је 1912. године у Бусовачи. Завршио је Богословију у Сарајеву, а рукоположен је за ђакона и свештеника 1937. године. Умро је 9. маја 1951. године у казнено-поправном заводу у Зеници, где је иако невин издржавао казну од осам година.
- Свештеномученик Богдан Сарајевски. Протојереј Богдан (Лалић) рођен је 8. јуна 1889. године у Сарајеву. Завршио је богословско-учитељску школу у Призрену. Рукоположен је за свештеника 25. априла 1924. године. Као парохијски свештеник службовао је на парохијама у Цикотама, Мокром, Палама и Врањану. На дужности вероучитеља затекао га је Други светски рат. Ухапшен је половином јуна 1941. године, заједно са својим сином који је био ученик богословије, а чије име није сачувано. Обојица су убијени на Велебиту и бачени у јаму Јадовно.
- Свештеномученик Трифун Илијашки. Свештеномученик Трифун (Максимовић) рођен 1873. године у селу Зенику код Сарајева. Завршио је Богословију у Раљеву, након чега је рукоположен за ђакона и свештеника 1899. године. Прогоњен је од стране аустријских власти. Почетком Првог светског рата био је утамничен. Стрељан је у Семизовцу у септембру 1914. године.
- Свештеномученик Велимир Кошутички. Свештеномученик Велимир (Мијатовић) рођен је 1901. године Сокоцу. Завршио је Богословију у Сарајеву након чега је рукоположен за ђакона и свештеника 1923. године. Био је парох Кошутички. За време Другог светског рата протеран је у Србију, где је стрељан од стране партизана у марту 1945. године.
- Свештеномученик Божидар Которски. Свештеномученик Божидар (Минић) рођен је 1901. године у Колашину. Завршио је Богословију у Сарајеву, а рукоположен је за ђакона 1926. године, а за свештеника 1927. године. Партизани су га стрељали 1945. године.
- Свештеномученик Миладин Биљешевски. Свештеномученик Миладин (Минић) рођен је 15. новембра 1913. године у Пљевљима. Завршио је Богословију у Сарајеву 1935. године. Био је парох Брежичански и Биљешевски. Ухапшен је 27. априла 1941. године. Убио га је бивши фратар из Бусоваче, Еуген Гујић.
- Свештеномученик Марко Купрески. Свештеномученик Марко (Поповић) рођен је 1876. године у Купресу. Завршио је Богословију у Раљеву, а свештенички чин је примио 1901. године. За време Првог светског рата аустријске власти су га дуже време држале као таоца. Усташе су га ухапсиле 6. јуна 1941. године у Купресу. У Бугојну је неколико дана био затворен. Заклан је у шуми Јусуфа Спајића 24. јуна 1941. године.
- Свештеномученик Димитрије Нишићки. Свештеномученик Димитрије (Рајановић) рођен је 2. фебруара 1909. године у Новој Вароши. Основну школу и гимназију завршио је у Пријепољу, а Богословију у Призрену 1931. године. Рукоположен је 1932. године и постављен је за парохијског свештеника у Соколовићима. Почетком 1939. године прешао је у село Нишићи код Сарајева. Убијен је у околини Илијаша, у августу 1941. године, с једном групом Срба.
- Свештеномученик Будимир Добрунски. Свештеномученик Будимир (Соколовић) рођен је 1910. године у Тегарама, код Сребренице. Завршио је Богословију на Цетињу 1931. године. Свештенички чин примио је наредне 1932. године. Стрељали су га партизани у Миљевини 1945. године.
- Свештеномученик Реља Блажујски. Свештеномученик Реља (Спахић) рођен је 1906. године у Рогатици. Завршио је Богословију у Сарајеву. Рукоположен је за ђакона и свештеника 1927. године. Био је парох Рогатички, а потом и Блажујски. Усташе су га стрељале 10. августа 1941. године, заједно с 26 парохијана у шуми код Бутмира.
- Исповедник Лазар Арадски. Свештеник Лазар (Ћулибрк) рођен је 1847. године у Војевци. Рукоположен је за ђакона и свештеника 1874. године. За време Првог светског рата интерниран је у Арад, где се и упокојио 12. марта 1915. године.
- Свештеномученик Саво Брезански. Свештеномученик Саво (Шиљак) рођен је 1909. године у селу Лађанима код Пљеваља. Завршио је Богословију у Призрену 1931. године, а следеће 1932. године, рукоположен је за свештеника. Убијен је 1945. године у Славонији.
- Свештеномученик Саво Сарајевски. Свештеномученик Саво (Шкаљак) рођен је 1881. године у Ступини. Завршио је Богословију у Раљеви, након чега је примио свештенички чин 1907. године. У време Првог светског рата аустријске власти су га узеле за таоца. После многобројних мука умро је у болници за умоболне у Сарајеву 1918. године.
- Свештеномученик Милорад Илинобрдски. Свештеномученик Милорад (Вукојичић) рођен је 1917. године у Пљевљима. Завршио је Богословију у Сарајеву и рукоположен је за свештеника 1940. године. Војни суд у Пљевљима осудио га је као четника на смрт. Стрељан је 1945. године.
- Свештеномученик Ратомир Дубочки. Свештеномученик Ратомир (Јанковић) рођен је 1915. године у Пљевљима. Завршио је Богословију у Сарајеву 1937. године, а свештенички чин примио је 1938. године у Сарајеву. Стрељали су га Италијани 4. децембра 1941. године у Пљевљима.
- Свештеномученик Михаило Прибојски. Свештеномученик Михаило (Јевђевић) рођен је 1891. године у селу Жирчи. Свештенички чин примио је 1913. године. Стрељали су га партизани у Новом Пазару 1945. године.
- Свештеномученик Душан Бучевски. Свештеномученик Душан (Пријовић) рођен је 1906. године у Пљевљима. Завршио је Богословију у Призрену 1928. године. Свештенички чин примио је наредне 1929. године. Стрељан је од стране партизана 1946. године у Пљевљима.
- Свештеномученик Добросав Сјеверински. Свештеномученик Добросав (Соковић) рођен је 1915. године у селу Мокронози код Вишеграда. По завршетку Богословије у Сарајеву, примио је свештенички чин 1939. године. Убиле су га усташе у Сарајеву, у лето 1941. године.
- Свештеномученик Нестор Милешевски. Свештеномученик Нестор (Тркуља) рођен је 1899. године у Црном Лугу. Након завршетка монашке школе, замонашен је у манастиру Раковица 1924. године. Исте године примио је и свештенички чин. Пред почетак Другог светског рата постављен је за старешину манастира Милешеве. Стрељали су га партизани у октобру 1941. године.
- Свештеномученик Серафим Тројицки. Архимандрит Серафим (Џарић) рођен је 1875. године у селу Оћевини код Пљеваља. Замонашен је 1897. године у манастиру Свете Тројице код Пљеваља. За јерођакона је рукоположен 1898. године, а за јеромонаха 1900. године. Био је дугогодишњи старешина манастира Свете Тројице код Пљеваља. Стрељали су га партизани у Пљевљима 1. децембра 1941. године.
- Свештеномученик Андрија Пљеваљски. Свештеномученик Андрија (Шиљак) рођен је 1898. године у Пљевљима. По заршетку Богословије у Призрену рукоположен је за свештеника 1922. године. Стрељали су га Италијани 4. децембра 1941. године у Пљевљима.
- Свештеномученик Слободан Пљеваљски. Свештеномученик Слободан (Шиљак) рођен је 1881. године на Илином брду код Пљеваља. По заршетку Богословије у Призрену рукоположен је за свештеника 1903. године. Стрељали су га партизани 5. децембра 1945. године.
- Протојереј Милан Божић, епископ Варнава Настић, протопрезвитер Симо Бањац, протопрезвитер Мирко Стојисављевић, протопрезвитер Милан Бањац, протопрезвитер Вукосав Милановић, протопрезвитер Милан Поповић, презвитер Родољуб Самарџић и свештеник Дамјан Штрбац.